# Leo Sahrer von Sahr

Leo Sahrer von Sahr

Dietrich August Leo Sahrer von Sahr (* 17. Oktober 1852 in Dresden; † 7. August 1925 in Dahlen) war ein deutscher Jurist und Politiker.

## Leben

### Herkunft
Leo entstammte dem böhmischen Uradelsgeschlecht Sahrer von Sahr, von dem sich nach dem Ständeaufstand in Böhmen (1618) Zweige als protestantische Exulanten im Kurfürstentum Sachsen niederließen. Er war ein Kind des sächsischen Rittmeisters Johann Georg Sahrer von Sahr (1823–1858) und dessen Ehefrau Adelheid, geborene von Könneritz (1825–1899) aus dem Hause Munzig. Sein einziger Bruder war der Offizier und Landtagsabgeordnete Alfred Georg Sahrer von Sahr (1851–1921).

### Karriere
Sahrer von Sahr besuchte von 1866 bis 1871 die Landesschule Sankt Afra. Anschließend studierte er an der Universität Leipzig die Rechtswissenschaften. Dort wurde er 1881 zur Thematik Über den Anfang des polizeilichen Ausweisungsrechts in Deutschland und speciell in Sachsen zum Dr. jur. promoviert. Von 1877 bis 1880 war er bei der Kreishauptmannschaft Dresden beschäftigt. 1881 fand er Anstellung im sächsischen Ministerium für auswärtige Tätigkeiten. Sahrer von Sahr wurde 1890 zum königlichen Kammerherrn ernannt. Er hatte den Dienstrang eines Premierleutnants der sächsischen Armee, in der er 1872/73 als Freiwilliger gedient hatte.
Er erbte 1874 das Schloss Dahlen bei Oschatz mit über 1000 ha Landbesitz von seinem kinderlos verstorbenen Onkel Karl Sahrer von Sahr (1805–1874). Von 1885 bis zur Auflösung der konstitutionellen Monarchie im November 1918 war Leo Sahrer von Sahr aufgrund königlicher Ernennung auf Lebenszeit Abgeordneter in der I. Kammer des Sächsischen Landtags. Auf dem Landtag 1885/86 gehörte er der 4. Deputation an, ab dem Landtag 1887/88 der Finanzdeputation. Ab 1915 war er deren stellvertretender Vorsitzender. Auf dem Landtag 1901/02 bekleidete er das Amt des 2. Sekretärs und auf den Landtagen 1903/04 bis 1905/06 das Amt des 1. Sekretärs der Landtagskammer. Von 1897 bis 1922 war Sahrer von Sahr Vorsitzender der Stände des Meißner Kreises.
Ab 1908 war Sahrer von Sahr Domherr des Hochstifts Meißen, zuletzt Domsenior.

### Familie
Er heiratete am 6. Juni 1878 in Dresden Frida Natalie Auguste, geborene von Einsiedel (1857–1941), eine Tochter Clemens von Einsiedels (1817–1892) auf Radibor. Er hinterließ fünf Kinder, darunter der Jurist Siegfried Sahrer von Sahr (1891–1953).